# Grand Prix-wegrace van Duitsland 2025
De Grand Prix-wegrace van Duitsland 2025 was de elfde race van het wereldkampioenschap wegrace-seizoen 2025. De race werd verreden op 13 juli 2025 op de Sachsenring nabij Hohenstein-Ernstthal, Duitsland.

## Uitslag

### MotoGP
Enea Bastianini startte de races niet omdat hij kort voor het weekend een blindedarmontsteking kreeg. Maverick Viñales startte de races niet vanwege een breuk in zijn linkerschouder, die hij opliep bij een ongeluk in de kwalificatie op zaterdag.

#### Sprintrace
| Pos | Nr | Rijder                | Constructeur | Rondes | Tijd      | Grid | Punten |
| --- | -- | --------------------- | ------------ | ------ | --------- | ---- | ------ |
| 1   | 93 | Marc Márquez          | Ducati       | 15     | 22:25.747 | 1    | 12     |
| 2   | 72 | Marco Bezzecchi       | Aprilia      | 15     | +0.938    | 3    | 9      |
| 3   | 20 | Fabio Quartararo      | Yamaha       | 15     | +4.361    | 7    | 7      |
| 4   | 49 | Fabio Di Giannantonio | Ducati       | 15     | +4.683    | 8    | 6      |
| 5   | 43 | Jack Miller           | Yamaha       | 15     | +9.405    | 9    | 5      |
| 6   | 33 | Brad Binder           | KTM          | 15     | +11.720   | 10   | 4      |
| 7   | 5  | Johann Zarco          | Honda        | 15     | +12.090   | 2    | 3      |
| 8   | 73 | Álex Márquez          | Ducati       | 15     | +12.347   | 6    | 2      |
| 9   | 31 | Pedro Acosta          | KTM          | 15     | +17.236   | 5    | 1      |
| 10  | 54 | Fermín Aldeguer       | Ducati       | 15     | +18.728   | 13   |        |
| 11  | 88 | Miguel Oliveira       | Yamaha       | 15     | +19.486   | 12   |        |
| 12  | 63 | Francesco Bagnaia     | Ducati       | 15     | +20.339   | 11   |        |
| 13  | 25 | Raúl Fernández        | Aprilia      | 15     | +21.978   | 15   |        |
| 14  | 36 | Joan Mir              | Honda        | 15     | +23.077   | 16   |        |
| 15  | 42 | Álex Rins             | Yamaha       | 15     | +23.575   | 17   |        |
| 16  | 10 | Luca Marini           | Honda        | 15     | +29.220   | 14   |        |
| 17  | 79 | Ai Ogura              | Aprilia      | 15     | +31.433   | 18   |        |
| 18  | 32 | Lorenzo Savadori      | Aprilia      | 15     | +50.698   | 19   |        |
| DNF | 21 | Franco Morbidelli     | Ducati       | 2      | Ongeluk   | 4    |        |
| DNS | 12 | Maverick Viñales      | KTM          | 0      | Blessure  |      |        |
| WD  | 23 | Enea Bastianini       | KTM          | 0      | Ziekte    |      |        |

#### Grand Prix
Franco Morbidelli startte de race niet vanwege een schouderblessure, die hij opliep bij een ongeluk in de sprintrace.
| Pos | Nr | Rijder                | Constructeur | Rondes | Tijd      | Grid | Punten |
| --- | -- | --------------------- | ------------ | ------ | --------- | ---- | ------ |
| 1   | 93 | Marc Márquez          | Ducati       | 30     | 40:42.854 | 1    | 25     |
| 2   | 73 | Álex Márquez          | Ducati       | 30     | +6.380    | 5    | 20     |
| 3   | 63 | Francesco Bagnaia     | Ducati       | 30     | +7.080    | 10   | 16     |
| 4   | 20 | Fabio Quartararo      | Yamaha       | 30     | +18.738   | 6    | 13     |
| 5   | 54 | Fermín Aldeguer       | Ducati       | 30     | +18.916   | 12   | 11     |
| 6   | 10 | Luca Marini           | Honda        | 30     | +24.743   | 13   | 10     |
| 7   | 33 | Brad Binder           | KTM          | 30     | +24.820   | 9    | 9      |
| 8   | 43 | Jack Miller           | Yamaha       | 30     | +25.757   | 8    | 8      |
| 9   | 25 | Raúl Fernández        | Aprilia      | 30     | +25.859   | 14   | 7      |
| 10  | 42 | Álex Rins             | Yamaha       | 30     | +39.419   | 16   | 6      |
| DNF | 36 | Joan Mir              | Honda        | 21     | Ongeluk   | 15   |        |
| DNF | 79 | Ai Ogura              | Aprilia      | 21     | Ongeluk   | 17   |        |
| DNF | 72 | Marco Bezzecchi       | Aprilia      | 20     | Ongeluk   | 3    |        |
| DNF | 32 | Lorenzo Savadori      | Aprilia      | 19     | Ongeluk   | 18   |        |
| DNF | 49 | Fabio Di Giannantonio | Ducati       | 17     | Ongeluk   | 7    |        |
| DNF | 5  | Johann Zarco          | Honda        | 17     | Ongeluk   | 2    |        |
| DNF | 31 | Pedro Acosta          | KTM          | 3      | Ongeluk   | 4    |        |
| DNF | 88 | Miguel Oliveira       | Yamaha       | 2      | Ongeluk   | 11   |        |
| DNF | 21 | Franco Morbidelli     | Ducati       | 0      | Blessure  |      |        |
| DNS | 12 | Maverick Viñales      | KTM          | 0      | Blessure  |      |        |
| WD  | 23 | Enea Bastianini       | KTM          | 0      | Ziekte    |      |        |

### Moto2
De race was gepland over een lengte van 25 ronden, maar werd na 20 ronden gestopt vanwege een ongeluk van Albert Arenas en Marcos Ramírez, waarbij het airfence beschadigd raakte. Er vond geen herstart plaats.
| Pos | Nr | Rijder                  | Constructeur | Rondes | Tijd        | Grid | Punten |
| --- | -- | ----------------------- | ------------ | ------ | ----------- | ---- | ------ |
| 1   | 53 | Deniz Öncü              | Kalex        | 20     | 28:02.843   | 6    | 25     |
| 2   | 7  | Barry Baltus            | Kalex        | 20     | +0.129      | 2    | 20     |
| 3   | 96 | Jake Dixon              | Boscoscuro   | 20     | +1.131      | 1    | 16     |
| 4   | 18 | Manuel González         | Kalex        | 20     | +2.916      | 16   | 13     |
| 5   | 13 | Celestino Vietti        | Boscoscuro   | 20     | +3.067      | 18   | 11     |
| 6   | 16 | Joe Roberts             | Kalex        | 20     | +4.251      | 10   | 10     |
| 7   | 44 | Arón Canet              | Kalex        | 20     | +6.359      | 12   | 9      |
| 8   | 28 | Izan Guevara            | Boscoscuro   | 20     | +8.241      | 11   | 8      |
| 9   | 71 | Ayumu Sasaki            | Kalex        | 20     | +8.489      | 13   | 7      |
| 10  | 12 | Filip Salač             | Boscoscuro   | 20     | +8.584      | 14   | 6      |
| 11  | 81 | Senna Agius             | Kalex        | 20     | +8.756      | 4    | 5      |
| 12  | 27 | Daniel Holgado          | Kalex        | 20     | +9.016      | 15   | 4      |
| 13  | 4  | Iván Ortolá             | Boscoscuro   | 20     | +10.403     | 9    | 3      |
| 14  | 9  | Jorge Navarro           | Forward      | 20     | +18.381     | 24   | 2      |
| 15  | 15 | Darryn Binder           | Kalex        | 20     | +18.583     | 21   | 1      |
| 16  | 95 | Collin Veijer           | Kalex        | 20     | +18.982     | 23   |        |
| 17  | 84 | Zonta van den Goorbergh | Kalex        | 20     | +19.101     | 22   |        |
| 18  | 99 | Adrián Huertas          | Kalex        | 20     | +19.159     | 28   |        |
| 19  | 92 | Yuki Kunii              | Kalex        | 20     | +19.819     | 19   |        |
| 20  | 11 | Álex Escrig             | Forward      | 20     | +23.981     | 20   |        |
| 21  | 23 | Taiga Hada              | Kalex        | 20     | +27.901     | 26   |        |
| DNF | 75 | Albert Arenas           | Kalex        | 20     | Ongeluk     | 5    |        |
| DNF | 24 | Marcos Ramírez          | Kalex        | 20     | Uitgevallen | 7    |        |
| DNF | 10 | Diogo Moreira           | Kalex        | 15     | Ongeluk     | 25   |        |
| DNF | 80 | David Alonso            | Kalex        | 15     | Ongeluk     | 17   |        |
| DNF | 14 | Tony Arbolino           | Boscoscuro   | 6      | Ongeluk     | 3    |        |
| DNF | 61 | Eric Fernández          | Boscoscuro   | 4      | Ongeluk     | 27   |        |
| DNF | 21 | Alonso López            | Boscoscuro   | 1      | Ongeluk     | 8    |        |

### Moto3
Vicente Pérez startte de race niet omdat hij nog te veel last had van een handblessure, die hij opliep bij een ongeluk in de Grand Prix van Italië.
| Pos | Nr | Rijder             | Constructeur | Rondes | Tijd        | Grid | Punten |
| --- | -- | ------------------ | ------------ | ------ | ----------- | ---- | ------ |
| 1   | 64 | David Muñoz        | KTM          | 23     | 33:27.081   | 4    | 25     |
| 2   | 28 | Máximo Quiles      | KTM          | 23     | +0.241      | 7    | 20     |
| 3   | 99 | José Antonio Rueda | KTM          | 23     | +0.250      | 12   | 16     |
| 4   | 36 | Ángel Piqueras     | KTM          | 23     | +0.298      | 10   | 13     |
| 5   | 83 | Álvaro Carpe       | KTM          | 23     | +0.335      | 5    | 11     |
| 6   | 66 | Joel Kelso         | KTM          | 23     | +0.563      | 13   | 10     |
| 7   | 94 | Guido Pini         | KTM          | 23     | +0.645      | 3    | 9      |
| 8   | 12 | Jacob Roulstone    | KTM          | 23     | +0.893      | 18   | 8      |
| 9   | 14 | Cormac Buchanan    | KTM          | 23     | +1.505      | 8    | 7      |
| 10  | 89 | Marcos Uriarte     | KTM          | 23     | +6.518      | 11   | 6      |
| 11  | 71 | Dennis Foggia      | KTM          | 23     | +9.429      | 24   | 5      |
| 12  | 73 | Valentín Perrone   | KTM          | 23     | +9.484      | 15   | 4      |
| 13  | 82 | Stefano Nepa       | Honda        | 23     | +9.687      | 23   | 3      |
| 14  | 54 | Riccardo Rossi     | Honda        | 23     | +11.058     | 22   | 2      |
| 15  | 6  | Ryusei Yamanaka    | KTM          | 23     | +12.298     | 16   | 1      |
| 16  | 55 | Noah Dettwiler     | KTM          | 23     | +27.245     | 14   |        |
| 17  | 48 | Lenoxx Phommara    | Honda        | 23     | +43.348     | 25   |        |
| 18  | 10 | Nicola Carraro     | Honda        | 18     | +5 ronden   | 19   |        |
| DNF | 72 | Taiyo Furusato     | Honda        | 22     | Ongeluk     | 17   |        |
| DNF | 19 | Scott Ogden        | KTM          | 19     | Ongeluk     | 1    |        |
| DNF | 22 | David Almansa      | Honda        | 14     | Ongeluk     | 2    |        |
| DNF | 5  | Tatchakorn Buasri  | Honda        | 10     | Uitgevallen | 21   |        |
| DNF | 31 | Adrián Fernández   | Honda        | 8      | Ongeluk     | 6    |        |
| DNF | 8  | Eddie O'Shea       | Honda        | 3      | Ongeluk     | 9    |        |
| DNF | 25 | Leonardo Abruzzo   | KTM          | 3      | Ongeluk     | 20   |        |
| DNS | 32 | Vicente Pérez      | Honda        | 0      | Blessure    |      |        |

## Tussenstanden na wedstrijd

### MotoGP
| Pos | Nr | Rijder                | Team   | Punten |
| --- | -- | --------------------- | ------ | ------ |
| 1   | 93 | Marc Márquez          | Ducati | 344    |
| 2   | 73 | Álex Márquez          | Ducati | 261    |
| 3   | 63 | Francesco Bagnaia     | Ducati | 197    |
| 4   | 49 | Fabio Di Giannantonio | Ducati | 142    |
| 5   | 21 | Franco Morbidelli     | Ducati | 139    |

### Moto2
| Pos | Nr | Rijder          | Team       | Punten |
| --- | -- | --------------- | ---------- | ------ |
| 1   | 18 | Manuel González | Kalex      | 172    |
| 2   | 44 | Arón Canet      | Kalex      | 163    |
| 3   | 10 | Diogo Moreira   | Kalex      | 128    |
| 4   | 96 | Jake Dixon      | Boscoscuro | 114    |
| 5   | 7  | Barry Baltus    | Kalex      | 114    |

### Moto3
| Pos | Nr | Rijder             | Team | Punten |
| --- | -- | ------------------ | ---- | ------ |
| 1   | 99 | José Antonio Rueda | KTM  | 203    |
| 2   | 36 | Ángel Piqueras     | KTM  | 130    |
| 3   | 83 | Álvaro Carpe       | KTM  | 129    |
| 4   | 66 | Joel Kelso         | KTM  | 110    |
| 5   | 64 | David Muñoz        | KTM  | 107    |

1925 · 1926 · 1927 · 1928 · 1929 · 1930 · 1931 · 1933 · 1934 · 1935 · 1936 · 1937 · 1938 · 1939 · 1949 · 1950 · 1951 · 1952 · 1953 · 1954 · 1955 · 1956 · 1957 · 1958 · 1959 · 1960 · 1961 · 1962 · 1963 · 1964 · 1965 · 1966 · 1967 · 1968 · 1969 · 1970 · 1971 · 1972 · 1973 · 1974 · 1975 · 1976 · 1977 · 1978 · 1979 · 1980 · 1981 · 1982 · 1983 · 1984 · 1985 · 1986 · 1987 · 1988 · 1989 · 1990 · 1991 · 1992 · 1993 · 1994 · 1995 · 1996 · 1997 · 1998 · 1999 · 2000 · 2001 · 2002 · 2003 · 2004 · 2005 · 2006 · 2007 · 2008 · 2009 · 2010 · 2011 · 2012 · 2013 · 2014 · 2015 · 2016 · 2017 · 2018 · 2019 · 2021 · 2022 · 2023 · 2024 · 2025